# La Légende
La Légende è un film del 1993 diretto da Jérôme Diamant-Berger.

## Trama
Una giovane ragazza assiste alla morte dei suoi genitori durante l'incendio del teatro in cui stavano recitando. Vent'anni dopo, diventata a sua volta attrice, viene scritturata da un regista che vuole riproporre lo spettacolo in scena al momento dell'incendio, proponendo alla ragazza il ruolo che fu di sua madre, purché sia in grado di ritrovare il copione andato perduto. A sorpresa, riappare il fantasma del padre che le dà gli indizi per la sua ricerca.